# Франсис Тревитик
Франсис Тревитик (на английски: Francis Trevithick) (роден през 1812, Камборн, Корнуол, Англия - починал през 1877 Пензанс, Корнуол, Англия) е сред първите локомотивни инженери в London and North Western Railway.

## Живот
Става инженер в 1832 и през 1840 г. е нает в Grand Junction Railway (GJR).
Синът му Артър Реджиналд Тревитик работи много години в LNWR. Друг негов син – Фредерик Харви Тревитик, работи в Great Western Railway, Egyptian State Railways и става старши машинен инженер.
През 1872 г. пише биография на баща си и я публикува. Умира на 27 октомври 1877 г. в Пензанс и е погребан там.

## Кариера
- 1840 – нает е в GJR.
- 1841 – изпратен е в Ливърпул.
- 1846 – GJR се присъединява LNWR. Франсис Тревитик става първият локомотивен инженер в LNWR, заедно с Д. Е. Макконъл и Александър Алън [3]
- 1857 – излиза[4] от LNWR.